# Sloanea ledermannii
Sloanea ledermannii är en tvåhjärtbladig växtart som beskrevs av Albert Charles Smith. Sloanea ledermannii ingår i släktet Sloanea och familjen Elaeocarpaceae. Inga underarter finns listade i Catalogue of Life.